# Hengam
L'isola di Hengam (in persiano: جزیره هنگام)  si trova nello stretto di Hormuz, 2 km a sud dell'isola di Qeshm. Appartiene all'Iran, provincia di Hormozgan, shahrestān di Qeshm.
La sua economia primaria è la pesca, ma c'è anche un qualche richiamo turistico: dalla spiaggia è possibile avvistare tartarughe, delfini e squali e i fondali sono ricchi di coralli. Lungo l'isola è possibile avvistare relitti di vascelli portoghesi.